# Parasemia cichorii
Parasemia cichorii är en fjärilsart som beskrevs av Augustus Radcliffe Grote och Robinson 1868. Parasemia cichorii ingår i släktet Parasemia och familjen björnspinnare. Inga underarter finns listade i Catalogue of Life.